# Pałac Wallensteina
Pałac Wallensteina (czeski: Valdštejnský palác) – zabytkowy barokowy pałac położony w dzielnicy Malá Strana, w Pradze, obecnie siedziba Senatu Republiki Czeskiej. Kompleks pałacu składa się również z ogrodu Wallensteina i Szkoły Jazdy.
Senat zarządza również pobliskimi obiektami: Pałacem Kolovrat i Malý Fürstenberský palác.

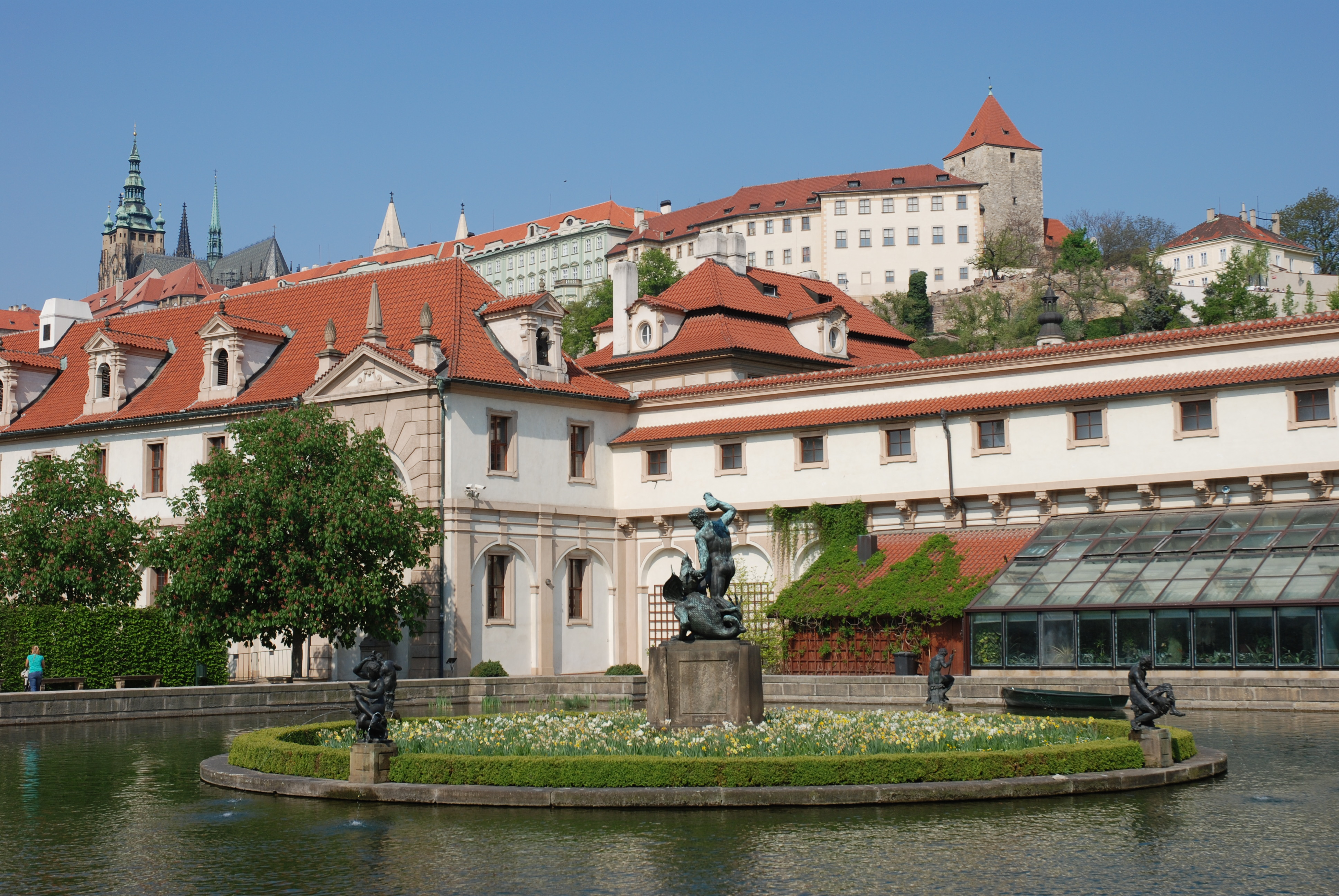
Widok pałacu
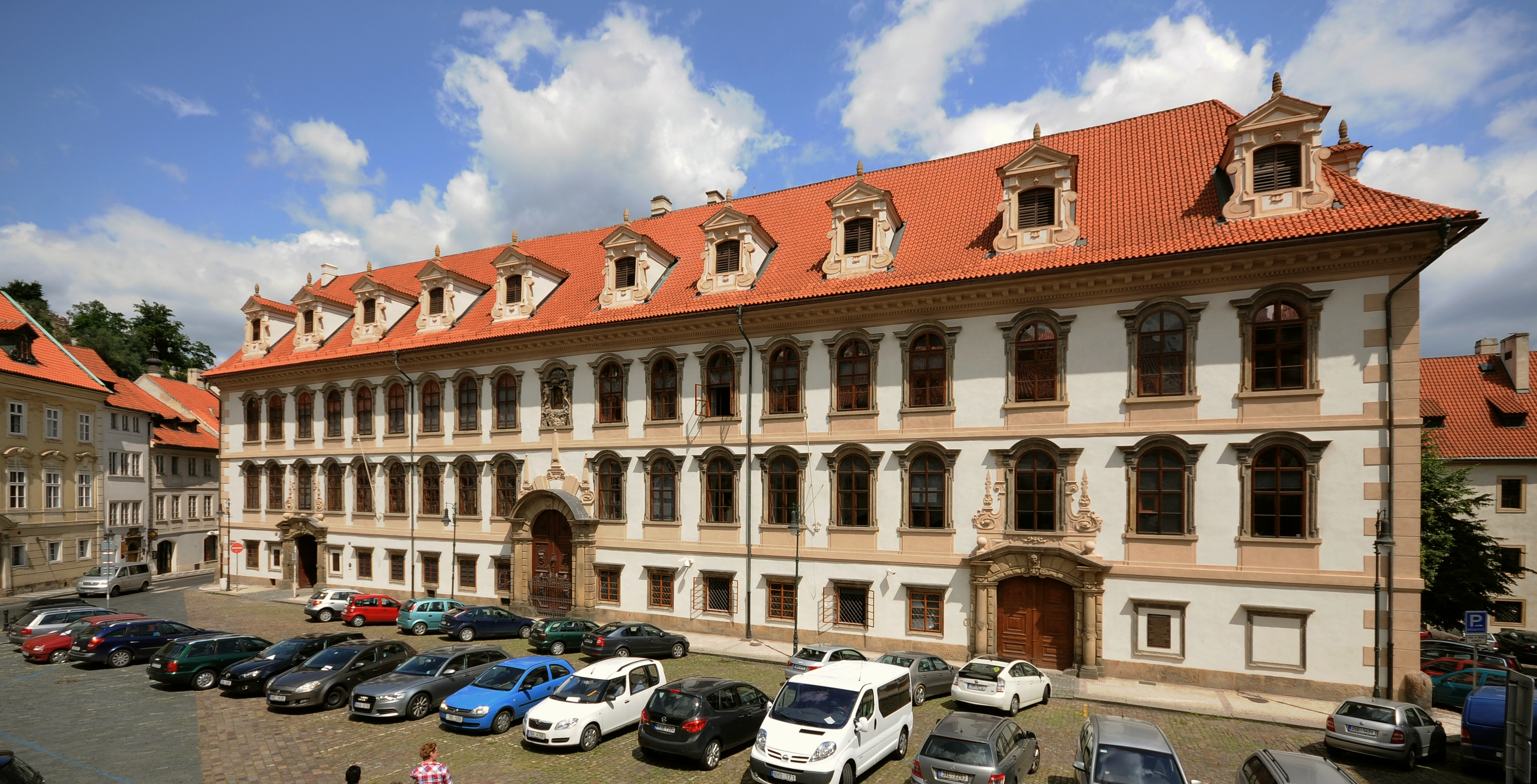
Główna fasada